# Giuseppe Gama
Giuseppe Da Gama Silva Malcher (Milano, 14 dicembre 1887 – ...) è stato un arbitro di calcio e dirigente sportivo italiano.
Apparteneva ad una famiglia piuttosto numerosa, come quelle molto comuni nel secolo scorso. Di quattro fratelli conosciuti Giuseppe fu il fratello maggiore, poi Giovanni (1889), terzo Achille (1892) ed infine Umberto (1895). Nati tutti in luoghi differenti e solo tre conosciuti in ambito calcistico.

## Carriera

L'Inter della stagione 1908-1909, Giuseppe Gama è in alto a destra con bombetta e baffetti.

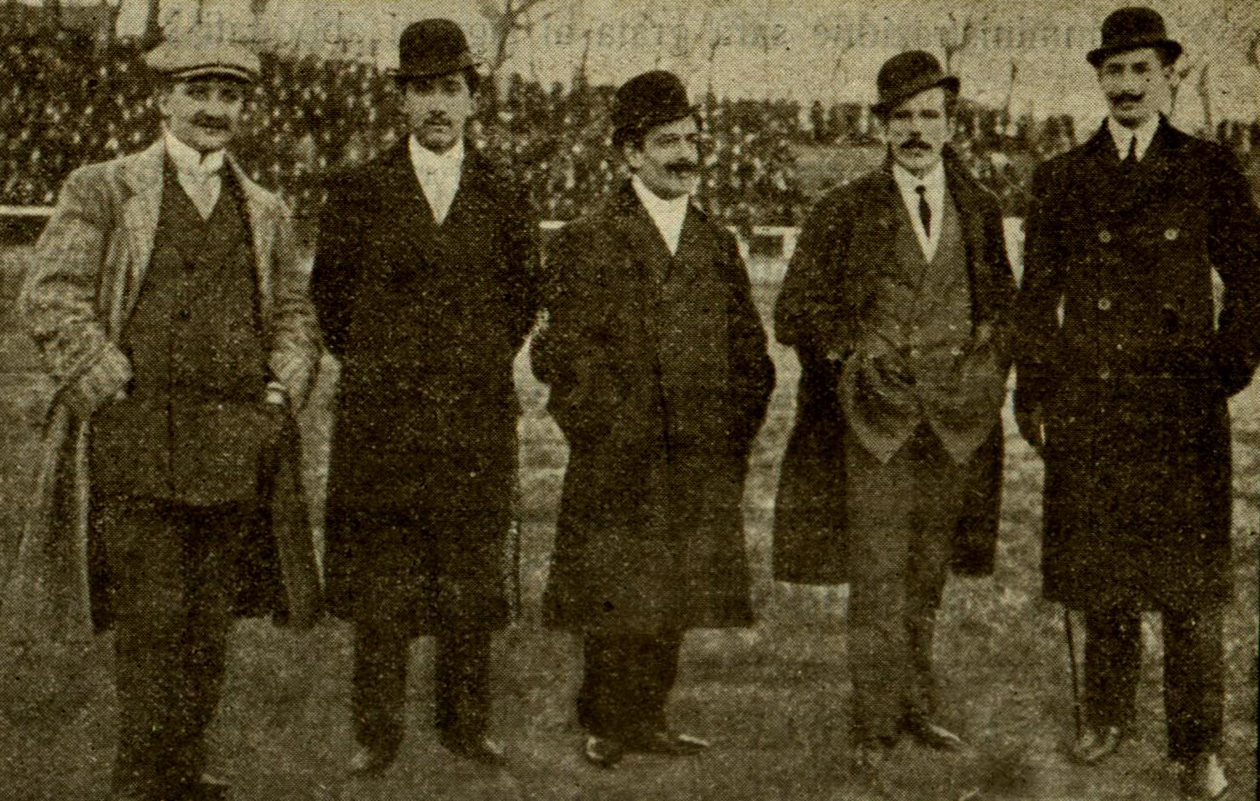
Con alcuni membri della C.T. nazionale il 6 gennaio 1911 (dopo la partita Italia-Ungheria 1-0). Da sin. Livio, Gama, Giannino Camperio, Meazza e Servetto (accompagnatore federale).

È fra i fondatori al "Ristorante Orologio" del Football Club Internazionale Milano il 9 marzo 1908 e fu nominato "cassiere" nella riunione del giorno seguente come da foglio manoscritto da Giorgio Muggiani conservato nell'archivio dell'Inter sebbene, a causa della difficile lettura delle firme, il "Da Gama" sia stato da tutti interpretato come "De Olma".
Compare sulla prima fotografia della squadra dell'Inter, foto scattata nel 1909 in cui risulta in bella evidenza in alto a destra con bombetta e baffetti.
È stato anche un atleta specializzato nei 100 metri piani e il 5 settembre 1909 a Varese, correndo con i colori della Società Ginnastica Miani, arrivò secondo dietro Guido Brignone in 11"1.
Inizia ad arbitrare subito in Seconda Categoria dirigendo la partita US Milanese II-Piemonte II del 7 febbraio per poi esordire in Prima Categoria nella gara US Milanese-Vicenza (8-0) del 23 maggio 1909.
Fu nominato componente della Commissione Tecnica che nel 1910 andò a comporre la prima Nazionale Italiana con Umberto Meazza presidente e rimase in carica fino al 6 gennaio 1911.
Fu uno degli arbitri che il 27 agosto 1911 fondarono l'Associazione Italiana Arbitri al "Ristorante Orologio" di Milano e fu eletto quale membro del primo Consiglio Direttivo.
Arbitrò fino alla fine della stagione sportiva 1911-1912.
Su molti testi sportivi recenti il suo cognome è stato abbinato al fratello Achille il quale, nello stesso periodo, non avrebbe potuto svolgere la funzione di arbitro federale perché in quell'epoca era ancora calciatore dell'Inter, e l'Associazione Italiana Arbitri gli avrebbe negato la tessera arbitrale se non avesse dichiarato ufficialmente la cessazione dell'attività calcistica.